# Полтавське Олександрівське реальне училище
Полта́вське Олекса́ндрівське реа́льне учи́лище — колишній середній навчальний заклад у Полтаві, де вивчали природничі дисципліни, фізику, математику, іноземні мови. Одне з найбільших реальних училищ на Лівобережній Україні. Діяло з 1876 року до початку 1920-х. Призначалося, в першу чергу, для дітей торгово-промислового стану. Готувало фахівців для торгівлі і промисловості. Розташовувалося на сучасній вулиці Юліана Матвійчука.
Нині приміщення училища — корпус Полтавського політехнічного коледжу.

## Історія

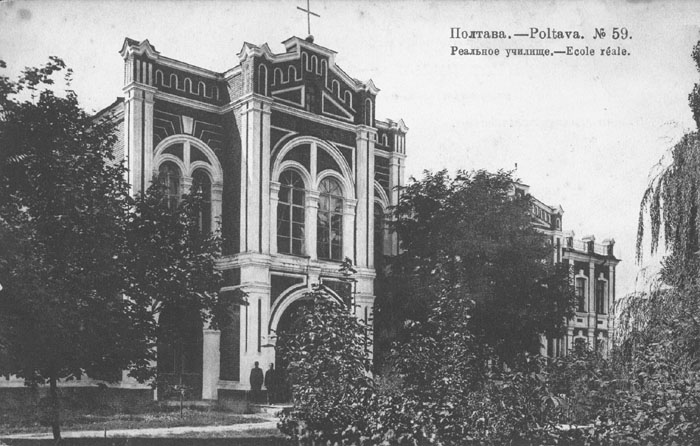
Будівля училища на листівці початку XX століття

Училище відкрили 19 вересня 1876 року спочатку як двокласне у найманому будинку біля Стрітинської церкви. «Олександрівським» училище назвали на честь  імператора Російської імперії Олександра III. Перші вступні випробування проводилися з 9 по 17 вересня 1876 року. Бажаючих вступити було 109. Після вступних випробувань — у перший клас прийняли 34 учня, у другий — 27.
Нове приміщення училища на вулиці Кузнецькій, 85 (нині — вул. Юліана Матвійчука, 83-а, будинок Полтавського політехнічного коледжу) звели у 1879 році — у мавританському стилі, з червоною та білою підводкою і великими вікнами. У плані будівля має вигляд букви Е. Побудова двоповерхового приміщення разом із церквою (з необхідними для богослужіння предметами) обійшлася у 84 тисячі рублів. З них 72 тисячі — виділило місто. 30 серпня 1879 року будівлю освятили — у присутності тимчасового Харківського генерал-губернатора генерал-ад'ютанта графа Михайла Лоріс-Мелікова.
Першим директором училища став статський радник Михайло Васильович Кизимовський.
У 1881 році училище стало семикласним.
У 1897 році, з дозволу попечителя Київського учбового округу, при училищі відкрили недільні і святкові курси: 2 лютого — креслення, малювання і грамоти для ремісників і майстрових міста; 1 вересня — курси арифметики, фізики і хімії для торговців і працівників акцизного відомства; 19 жовтня — курси бухгалтерії для торговців. На утримання цих курсів училище отримувало допомогу від Полтавського губернського комітету опікування про народну тверезість, від Управління Харківсько-Миколаївської залізниці, від Полтавської міської управи, від Полтавської суспільно-ремісничої управи, від Полтавського губернського земства, від Полтавського повітового земства, від Полтавського купецького старости і від керівника акцизними зборами Полтавської губернії.
Училище випускало інженерів трьох напрямків: текстильного, залізничного і сільськогосподарського. Багато випускників брали участь як інженери у будівництві залізниць на території Російської імперії.
У 1916 році в училищі було 29 викладачів.

## Встановлені особи, пов'язані з діяльністю Полтавського Олександрівського реального училища

### Меценати училища
- Милорадович Єлизавета Іванівна  (*1832—†1890) — українська громадська діячка і меценатка. Подарувала училищу будинок, в якому облаштували квартири для інспектора та директора училища та пожертвувала значні кошти на побудову приміщення училища.
- Матіяшевський Яків Юхимович (*1837 —†1911) - за духовним заповітом залишив на започаткування стипендій його імені при першій та другій чоловічих гімназіях у Полтаві, при Полтавському реальному училищі та Маріїнській жіночій гімназії, на що заповідав 6 тис. (по 1500 р. кожному).

### Почесні попечителі
- Милорадович Леонід Григорович (1878 - 1879)
- Абаза Олександр Михайлович (1885 - 1889)
- Трегубов Віктор Павлович (1898 - 1904)
- Старицький Єгор Григорович (1906)
- Каменський Річард Каетанович (1908 - 1910)
- Черненко Олександр Олександрович (1911 - 1912)

### Директори
- Кизимовський Михайло Васильович (1876 -1877)
- Юшков Микола Євгенович (1878 - 1881)
- Лагоріо Євгеній Олександрович (1882 - 1885)
- Палієнко Іван Степанович (1886,  1889)
- Водолагін Василь Миколайович (1887 - 1888, 1890 - 1891)
- Новопашенний Олексій Дмитрович (1892 - 1893)
- Дзюблевський-Дзюбенко Іван Федорович (1894 - 1906)
- Немолодишев Василь Арсенович (1907)
- Берученко-Мусієнко Климентій Іванович (1908 - 1911)
- Реха Карл Семенович (1912 - 1918)

### Інспектори
- Гайдовський-Потапович Михайло Іванович (1880 - 1893)
- Павлович Микола Лукич (1894)
- Каменський Володимир Васильович (1892 - 1896)
- Берученко-Мусієнко Климент Іванович - виконуючий обов'язки (1897 - 1906)
- Затворницький Георгій Митрофанович — виконуючий обов'язки (1907 - 1909)
- Андрієвський Іван Прохорович (1909 - 1911)
- Розов Сергій Миколайович (1911 - 1916)

### Викладачі

#### 1876-1877
- Успенський Костянтин Миколайович (російська мова)
- Буцицький Микола Миколайович (російська мова)
- Гайдовський-Потапович Михайло Іванович (географія, математика)
- Стогов Іліодор Еразмович (німецька мова)
- Ткаченко Федір Леонідович (каліграфія, креслення і малювання)

#### 1878
- Гриневич Василь Семенович (російська мова)
- Гайдовський-Потапович Михайло Іванович (математика)
- Симонов Петро Васильович (історія і географія)
- Вельяр Олександр Миколайович (французька мова)
- Стогов Іліодор Еразмович (німецька мова)
- Ткаченко Федір Леонідович (каліграфія, креслення і малювання)

#### 1879-1880
- Гриневич Василь Семенович (російська мова)
- Гайдовський-Потапович Михайло Іванович (математика)
- Симонов Петро Васильович (історія і географія)
- Ніссен Адольф Іванович (французька мова)
- Стогов Іліодор Еразмович (німецька мова)
- Фадєєв Володимир Олександрович (каліграфія, креслення і малювання

#### 1881
- Гриневич Василь Семенович (російська мова)
- Гайдовський-Потапович Михайло Іванович (математика)
- Коваржик Федір Йосипович (механіка і креслення)
- Петрушевський Трохим Петрович (природнича історія і хімія)
- Матченко Іван Павлович (історія і географія)
- Ніссен Адольф Іванович (французька мова)
- Стогов Іліодор Еразмович (німецька мова)
- Фадєєв Володимир Олександрович (каліграфія, креслення і малювання)

#### 1882-1884
- Гриневич Василь Семенович (російська мова)
- Васильєв Микола Іванович (російська мова)
- Гайдовський-Потапович Михайло Іванович (математика)
- Коваржик Федір Йосипович (механіка і креслення)
- Петрушевський Трохим Петрович (природнича історія і хімія)
- Матченко Іван Павлович (історія і географія)
- Ніссен Адольф Іванович (французька мова)
- Симмен Яків Іванович (німецька мова)
- Васильєв Михайло Михайлович (каліграфія, креслення і малювання)

#### 1885-1886
- Гриневич Василь Семенович (російська мова)
- Васильєв Микола Іванович (російська мова)
- Гайдовський-Потапович Михайло Іванович (математика)
- Коваржик Федір Йосипович (механіка і креслення)
- Савін Петро Олександрович (механіка, технологія, бухгалтерія, креслення і моделювання)
- Петрушевський Трохим Петрович (природнича історія і хімія)
- Матченко Іван Павлович (історія і географія)
- Ніссен Адольф Іванович (французька мова)
- Симмен Яків Іванович (німецька мова)
- Горак Людвіг Вячеславович (каліграфія, креслення і малювання)

#### 1887
- Гриневич Василь Семенович (російська мова)
- Васильєв Микола Іванович (російська мова)
- Тумасов Никифор Степанович (історія)
- Семперович Микола Андрійович (?)
- Коваржик Федір Йосипович (механіка і креслення)
- Савін Петро Олександрович (механіка, технологія, бухгалтерія, креслення і моделювання)
- Петрушевський Трохим Петрович (природнича історія і хімія)
- Матченко Іван Павлович (історія і географія)
- Ніссен Адольф Іванович (французька мова)
- Симмен Яків Іванович (німецька мова)
- Фукс Емануїл Емануїлович (англійська мова, німецька мова)
- Горак Людвіг Вячеславович (каліграфія, креслення)
- Полозов Семен Миколайович (малювання)

#### 1888-1889
- Гриневич Василь Семенович (російська мова)
- Васильєв Микола Іванович (російська мова)
- Коваржик Федір Йосипович (математика)
- Савін Петро Олександрович (механіка, технологія, бухгалтерія, архітектура, креслення і моделювання)
- Петрушевський Трохим Петрович (природнича історія, фізика і хімія)
- Зенкевич Георгій Якович (історія і географія)
- Вельяр Олександр Миколайович (французька мова)
- Фукс Емануїл Емануїлович (англійська мова, німецька мова)
- Горак Людвіг Вячеславович (каліграфія, креслення)
- Полозов Семен Миколайович (малювання)

#### 1890
- Гриневич Василь Семенович (російська мова)
- Коваржик Федір Йосипович (математика)
- Савін Петро Олександрович (механіка, технологія, архітектура, бухгалтерія, креслення і моделювання)
- Петрушевський Трохим Петрович (природнича історія, фізика і хімія)
- Зенкевич Георгій Якович (історія і географія)
- Вельяр Олександр Миколайович (французька мова)
- Йогансон Оскар Федорович (німецька мова)
- Горак Людвіг Вячеславович (малювання)
- Полозов Семен Миколайович (малювання, каліграфія, креслення)

#### 1891-1893
- Гордієвський Петро Микитович (російська мова)
- Коваржик Федір Йосипович (математика)
- Савін Петро Олександрович (механіка, технологія, архітектура, бухгалтерія, креслення і моделювання)
- Петрушевський Трохим Петрович (природнича історія, фізика і хімія)
- Зенкевич Георгій Якович (історія і географія)
- Вельяр Олександр Миколайович (французька мова)
- Йогансон Оскар Федорович (німецька мова)
- Горак Людвіг Вячеславович (малювання)
- Полозов Семен Миколайович (малювання, каліграфія, креслення)

#### 1894
- Гордієвський Петро Микитович (російська мова)
- Коваржик Федір Йосипович (математика)
- Савін Петро Олександрович (механіка, технологія, архітектура, бухгалтерія, креслення і моделювання)
- Петрушевський Трохим Петрович (природнича історія, фізика і хімія)
- Зенкевич Георгій Якович (історія і географія)
- Вельяр Олександр Миколайович (французька мова)
- Йогансон Оскар Федорович (німецька мова)
- Горак Людвіг Вячеславович (малювання)
- Полозов Семен Миколайович (малювання, каліграфія, креслення)
- Курдиновський Віктор Васильович (спів)

#### 1895
- Гордієвський Петро Микитович (російська мова)
- Коваржик Федір Йосипович (математика і креслення)
- Савін Петро Олександрович (механіка, технологія, архітектура, бухгалтерія, креслення і моделювання)
- Петрушевський Трохим Петрович (природнича історія, фізика і хімія)
- Зенкевич Георгій Якович (історія і географія)
- Вельяр Олександр Миколайович (французька мова)
- Штроман Володимир Адамович (німецька мова)
- Горак Людвіг Вячеславович (малювання)
- Полозов Семен Миколайович (малювання, каліграфія, креслення)
- Курдиновський Віктор Васильович (спів)

#### 1896
- Гордієвський Петро Микитович (російська мова)
- Коваржик Федір Йосипович (математика і креслення)
- Савін Петро Олександрович (механіка, технологія, архітектура, бухгалтерія, креслення і моделювання)
- Петрушевський Трохим Петрович (природнича історія, фізика і хімія)
- Зенкевич Георгій Якович (історія і географія)
- Вельяр Олександр Миколайович (французька мова)
- Штроман Володимир Адамович (німецька мова)
- Чехок Федір Григорович (німецька і англійська мова)
- Горак Людвіг Вячеславович (малювання)
- Полозов Семен Миколайович (малювання, каліграфія, креслення)

#### 1897-1898
- Гордієвський Петро Микитович (російська мова)
- Коваржик Федір Йосипович (математика і креслення)
- Савін Петро Олександрович (механіка, технологія, архітектура, бухгалтерія, креслення і моделювання)
- Лук'янов Микола Степанович (природнича історія, фізика і хімія)
- Зенкевич Георгій Якович (історія і географія)
- Вельяр Олександр Миколайович (французька мова)
- Штроман Володимир Адамович (німецька мова)
- Горак Людвіг Вячеславович (малювання)
- Полозов Семен Миколайович (малювання, каліграфія, креслення)

#### 1899-1902
- Гордієвський Петро Микитович (російська мова)
- Коваржик Федір Йосипович (математика і креслення)
- Лук'янов Микола Степанович (природнича історія, фізика і хімія)
- Зенкевич Георгій Якович (історія і географія)
- Вельяр Олександр Миколайович (французька мова)
- Штроман Володимир Адамович (німецька мова)
- Гнатевич Михайло Григорович (німецька і англійська мова)
- Горак Людвіг Вячеславович (малювання)
- Полозов Семен Миколайович (малювання, каліграфія, креслення)
- Криворотченко Григорій Михайлович (гімнастика, фехтування, кінна виїздка)

#### 1903
- Гордієвський Петро Микитович (російська мова)
- Коваржик Федір Йосипович (математика і креслення)
- Лук'янов Микола Степанович (природнича історія, фізика і хімія)
- Зенкевич Георгій Якович (історія і географія)
- Вельяр Олександр Миколайович (французька мова)
- Гнатевич Михайло Григорович (німецька і англійська мова)
- Горак Людвіг Вячеславович (малювання)
- Полозов Семен Миколайович (малювання, каліграфія, креслення)
- Криворотченко Григорій Михайлович (гімнастика, фехтування, кінна виїздка)

#### 1904-1905
- Гордієвський Петро Микитович (російська мова)
- Ковальський Никанор Іванович (російська мова)
- Свенцицький Йосип Іванович (математика)
- Лук'янов Микола Степанович (природнича історія, фізика і хімія)
- Зенкевич Георгій Якович (історія і географія)
- Вельяр Олександр Миколайович (французька мова)
- Реймерс Едгар Вільгельмович (німецька мова)
- Гнатевич Михайло Григорович (німецька і англійська мова)
- Горак Людвіг Вячеславович (малювання)
- Полозов Семен Миколайович (малювання, каліграфія, креслення)
- Онихимовський Олександр Кіндратович (гімнастика)
- Криворотченко Григорій Михайлович (фехтування, кінна виїздка)
- Орловський Олександр Прокопович (спів)

#### 1906
- Гордієвський Петро Микитович (російська мова)
- Ковальський Никанор Іванович (російська мова)
- Волкович Валерій Антонович (математика)
- Лук'янов Микола Степанович (природнича історія, фізика)
- Римарів Артемій Ілліч (хімія)
- Семашко Олександр Володимирович (агрономія і метеорологія)
- Яременко Петро Митрофанович (історія і географія)
- Вельяр Олександр Миколайович (французька мова)
- Альдінгер Яків Іванович (німецька мова)
- Реймерс Едгар Вільгельмович (німецька мова)
- Курилко Петро Іванович (механіка, математика)
- Полозов Семен Миколайович (малювання, каліграфія, креслення)
- Онихимовський Олександр Кіндратович (гімнастика)
- Стецюренко Павло Миколайович (фехтування, кінна виїздка)
- Орловський Олександр Прокопович (спів)

#### 1907
- Гордієвський Петро Микитович (російська мова)
- Ковальський Никанор Іванович (російська мова)
- Рубанович Григорій Григорович (математика)
- Павлов Євгеній Ксенофонтович (математика і креслення)
- Лук'янов Микола Степанович (механіка, фізика)
- Римарів Артемій Ілліч (хімія)
- Михайлівський Сергій Іванович (природнича історія і географія)
- Семашко Олександр Володимирович (агрономія і метеорологія)
- Яременко Петро Митрофанович (історія і географія)
- Юр'єв-Пековець Віктор Васильович (юриспруденція)
- Закржевська Надія Казимирівна (французька мова)
- Реймерс Едгар Вільгельмович (німецька мова)
- Альдінгер Яків Іванович (німецька мова)
- Токс Август Іванович (французька та англійська мова)
- Курилко Петро Іванович (механіка, математика)
- Полозов Семен Миколайович (малювання, каліграфія, креслення)
- Попов Сергій Миколайович (гімнастика)
- Стецюренко Павло Миколайович (фехтування, кінна виїздка)
- Орловський Олександр Прокопович (спів)

#### 1908
- Розов Сергій Миколайович (російська мова)
- Рейхерт Яків Іванович (німецька мова)
- Альдінгер Яків Іванович (німецька мова)
- Саранчова Ольга Семенівна  (німецька мова)
- Токс Август Іванович (французька та англійська мова)
- Закржевська Надія Казимирівна (французька мова)
- Погребщиков Федір Семенович (малювання, каліграфія, креслення)
- Андрієнко Сергій Анатолійович (креслення і каліграфія)
- Лобачевський Володимир Володимирович (історія)
- Пархоменко Володимир Олександрович (історія та географія)
- Юр'єв-Пековець Віктор Васильович (юриспруденція)
- Курилко Петро Іванович (механіка, математика)
- Рубанович Григорій Григорович (математика)
- Біляєв Василь Олексійович (фізика)
- Михайлівський Сергій Іванович (природничі науки)
- Лук'янович Борис Борисович (природнича історія)
- Гроздов Володимир Олександрович (географія, ґрунтознавство)
- Попов Сергій Миколайович (гімнастика)
- Применко Гаврило Петрович (фехтування, кінна виїздка)
- Орловський Олександр Прокопович (спів)

#### 1909-1910
- Розов Сергій Миколайович (російська мова)
- Рейнке Павло Едуардович (німецька мова)
- Альдінгер Яків Іванович (німецька мова)
- Токс Август Іванович (французька та англійська мова)
- Закржевська Надія Казимирівна (французька мова)
- Погребщиков Федір Семенович (малювання, каліграфія, креслення)
- Андрієнко Сергій Анатолійович (креслення і каліграфія)
- Лобачевський Володимир Володимирович (історія)
- Тутолмін Михайло Тимофійович (історія та географія)
- Павлов Євгеній Ксенофонтович (математика і креслення)
- Трещин Василь Йосипович (математика)
- Біляєв Василь Олексійович (фізика)
- Гроздов Володимир Олександрович (географія, ґрунтознавство)
- Лук'янович Борис Борисович (природнича історія)
- Юр'єв-Пековець Віктор Васильович (юриспруденція)
- Попов Сергій Миколайович (гімнастика)
- Применко Гаврило Петрович (фехтування, кінна виїздка)
- Орловський Олександр Прокопович (спів)

#### 1911
- Купалов Анатолий Юліанович (російська мова)
- Рейнке Павло Едуардович (німецька мова)
- Альдінгер Яків Іванович (німецька мова)
- Розова Надія Казимирівна (французька мова)
- Бухвальдер Карл Йосипович (французька мова)
- Тимохович Ольга Миколаївна (французька та англійська мова)
- Лобачевський Володимир Володимирович (історія)
- Дучинський Антонін Філаретович (історія)
- Гроздов Володимир Олександрович (географія, ґрунтознавство)
- Плеський Михайло Володимирович (географія)
- Євстаф'єв Віктор Михайлович (природнича історія і географія)
- Колінько Олександр Євгенійович (юриспруденція)
- Павлов Євгеній Ксенофонтович (математика і креслення)
- Носов Олександр Всеволодович (математика)
- Біляєв Василь Олексійович (математика, фізика)
- Лорченко Микола Іванович (фізика)
- Погребщиков Федір Семенович (малювання, каліграфія, креслення)
- Андрієнко Сергій Анатолійович (креслення і каліграфія)
- Орловський Олександр Прокопович (спів)
- Попов Сергій Миколайович (гімнастика)
- Руденко Михайло Петрович (фехтування, кінна виїздка)

#### 1912
- Купалов Анатолий Юліанович (російська мова)
- Дубінський Микола Олександрович (російська мова)
- Повало-Швийковська Ольга Євгеніївна (російська мова)
- Альдінгер Яків Іванович (німецька мова)
- Рейнке Павло Едуардович (німецька мова)
- Бухвальдер Карл Йосипович (французька мова)
- Тимохович Ольга Миколаївна (французька та англійська мова)
- Лобачевський Володимир Володимирович (історія)
- Дучинський Антонін Філаретович (історія)
- Гроздов Володимир Олександрович (географія, ґрунтознавство)
- Євстаф'єв Віктор Михайлович (природнича історія і географія)
- Плеський Михайло Володимирович (географія)
- Брояковська Надія Іванівна (географія)
- Колінько Олександр Євгенійович (юриспруденція)
- Франковський Віанор Анатолійович (фізика)
- Біляєв Василь Олексійович (математика, фізика)
- Конюхов-Добриня Петро Якович (природничі науки)
- Павлов Євгеній Ксенофонтович (математика і креслення)
- Семенченко Андрій Григорович (математика)
- Погребщиков Федір Семенович (малювання, каліграфія, креслення)
- Андрієнко Сергій Анатолійович (креслення і каліграфія)
- Орловський Олександр Прокопович (спів)
- Руденко Михайло Петрович (фехтування, кінна виїздка)

#### 1913
- Купалов Анатолий Юліанович (російська мова)
- Дубінський Микола Олександрович (російська мова)
- Повало-Швийковська Ольга Євгеніївна (російська мова)
- Альдінгер Яків Іванович (німецька мова)
- Рейнке Павло Едуардович (німецька мова)
- Бухвальдер Карл Йосипович (французька мова)
- Тимохович Ольга Миколаївна (французька та англійська мова)
- Лобачевський Володимир Володимирович (історія)
- Дучинський Антонін Філаретович (історія)
- Гроздов Володимир Олександрович (географія, ґрунтознавство)
- Євстаф'єв Віктор Михайлович (природнича історія і географія)
- Брояковська Надія Іванівна (географія)
- Плеський Михайло Володимирович (географія)
- Біляєв Василь Олексійович (математика, фізика)
- Франковський Віанор Анатолійович (фізика)
- Конюхов-Добриня Петро Якович (природничі науки)
- Павлов Євгеній Ксенофонтович (математика і креслення)
- Погребщиков Федір Семенович (малювання, каліграфія, креслення)
- Андрієнко Сергій Анатолійович (креслення і каліграфія)
- Орловський Олександр Прокопович (спів)

#### 1914
- Купалов Анатолий Юліанович (російська мова)
- Дубінський Микола Олександрович (російська мова)
- Повало-Швийковська Ольга Євгеніївна (російська мова)
- Альдінгер Яків Іванович (німецька мова)
- Рейнке Павло Едуардович (німецька мова)
- Толівен Михайло Юрійович (французька мова)
- Тимохович Ольга Миколаївна (французька та англійська мова)
- Лобачевський Володимир Володимирович (історія)
- Дучинський Антонін Філаретович (історія)
- Біляєв Василь Олексійович (математика, фізика)
- Павлов Євгеній Ксенофонтович (математика і креслення)
- Франковський Віанор Анатолійович (фізика)
- Гроздов Володимир Олександрович (географія, ґрунтознавство)
- Євстаф'єв Віктор Михайлович (природнича історія і географія)
- Брояковська Надія Іванівна (географія)
- Плеський Михайло Володимирович (географія)
- Конюхов-Добриня Петро Якович (природничі науки)
- Погребщиков Федір Семенович (малювання, каліграфія, креслення)
- Андрієнко Сергій Анатолійович (креслення і каліграфія)
- Орловський Олександр Прокопович (спів)

#### 1915
- Купалов Анатолий Юліанович (російська мова)
- Дубінський Микола Олександрович (російська мова)
- Повало-Швийковська Ольга Євгеніївна (російська мова)
- Альдінгер Яків Іванович (німецька мова)
- Рейнке Павло Едуардович (німецька мова)
- Самек Франц Францевич (німецька мова)
- Донат Федір Сергійович (французька мова)
- Лялех Ольга Йосипівна (французька мова)
- Лобачевський Володимир Володимирович (історія)
- Дучинський Антонін Філаретович (історія)
- Бондарів Платон Павлович (географія)
- Брояковська Надія Іванівна (географія)
- Євстаф'єв Віктор Михайлович (природнича історія і географія)
- Конюхов-Добриня Петро Якович (природничі науки)
- Біляєв Василь Олексійович (математика, фізика)
- Андрієвський Володимир Аристархович (математика)
- Павлов Євгеній Ксенофонтович (математика і креслення)
- Рашев Дмитро Миколайович (фізика)
- Погребщиков Федір Семенович (малювання, каліграфія, креслення)
- Андрієнко Сергій Анатолійович (креслення і каліграфія)
- Пугач Яків Іванович (спів)
- Руденко Михайло Петрович (фехтування, кінна виїздка)

#### 1916
- Купалов Анатолий Юліанович (російська мова)
- Дубінський Микола Олександрович (російська мова)
- Повало-Швийковська Ольга Євгеніївна (російська мова)
- Альдінгер Яків Іванович (німецька мова)
- Горська Софія Еразмівна (німецька мова)
- Селіванова Надія Олександрівна (німецька та ангглійська мова)
- Донат Федір Сергійович (французька мова)
- Лялех Ольга Йосипівна (французька мова)
- Лобачевський Володимир Володимирович (історія)
- Дучинський Антонін Філаретович (історія)
- Трояновська Надія Іванівна (географія)
- Євстаф'єв Віктор Михайлович (природнича історія і географія)
- Біляєв Василь Олексійович (математика, фізика)
- Андрієвський Володимир Аристархович (математика)
- Рашев Дмитро Миколайович (фізика)
- Конюхов-Добриня Петро Якович (природничі науки)
- Погребщиков Федір Семенович (малювання, каліграфія, креслення)
- Андрієнко Сергій Анатолійович (креслення і каліграфія)
- Пугач Яків Іванович (спів)
- Руденко Михайло Петрович (фехтування, кінна виїздка)

### Студенти
- Василь Кованько (*1871—†?) — начальник дивізії Дієвої армії Української Народної Республіки.
- Василь Пащенко (*бл. 1875—†1914) — іконописець, художник.
- Ростислав Капніст (*1875—†1921) — шляхтич, граф, колекціонер українських старожитностей, філантроп, жертва Червоного терору у Криму.
- Петро Таранущенко (*1883—†1919) — командир полку Дієвої армії УНР.
- Яків Таранущенко (*1885—†?) — підполковник Дієвої армії УНР.
- Олександр Базилевич (*1891—†1932) — підполковник Дієвої армії УНР, полковник для особливих доручень Військового міністерства УНР, т. в. о. начальника Головної управи постачання Військового міністерства УНР.
- Михайло Поготовко (*1891—†1944) — льотчик, підполковник Дієвої армії УНР, один з ініціаторів створення Українського Визвольного Війська.
- Василь Греченко (*?—†?) — начальник дивізії Дієвої армії УНР.
- Григорій Дугельний (*1893—†1921) — підполковник Дієвої армії УНР.
- Олександр Шпилинський (*1894—†1990) — сотник Дієвої армії УНР.
- Юрій Коллард (*1875 - †1951) - український громадсько-політичний діяч, інженер, співзасновник Революційної української партії, міністр урядів Української Народної Республіки (УНР), письменник.
- Кирило Осьмак (*1890 - †1960) - український вчений-аграрій, громадський та політичний діяч національного відродження, діяч Української Центральної Ради, діяч ОУН, голова Підпільного уряду України у 1944, Президент Української Головної Визвольної Ради, Борець за незалежність України у ХХ сторіччі.
- Олександр Трещенков (Терещенков) (*1873 - †?) - учасник І Світової війни, генерал-майор (з 06.12.1916), нагороджений Георгієвською зброєю (12.06.1915). Доля після 1918 року невідома.
- Йосип Бордюг (*1874–?) - інженер–технолог, директор Полтавського ремісничого училища. Учасник Першої світової війни.
- Микола Гавриленко (*1879 – †1971) -  природознавець, орнітолог, зоолог, краєзнавець. Завідуючий відділом природи Полтавського краєзнавчого музею.
- Сергій Гриневич (*1864 – †1937) -  депутат 4-ї Державної Думи Російської імперії від Полтавської губернії.
- Григорій Гулінов (*1879 – †1937) - український і радянський хімік, педагог, професор Харківського хіміко-технологічного інституту.
- Костянтин Ляхович (*1885 – †1921) - революціонер, журналіст, засновник і перший директор Полтавського обласного архіву.
- Іван Мясоєдов (*1881 – †1953) — український художник, майстер живопису й графіки, представник символізму й модерну, творець поштових марок.
- Олександр Гайдовский-Потапович (*1878, Полтава – †1952, Бельгія)
- Павло Булюбаш — в 1918 році був урядовцем при Військовому Міністерстві в Києві.[1]
- Олександр Поправко  - старший брат відомого одеського військового комісара за часів Центральної Ради в 1917 році, полковника Поправка.[1]
- Микола Бельговський [2]
- Кость Оголевець [2]
- Федір Карев [2]
- Павло Коробов [2]
- Василь Дем'янко [2]
- Сергій Нєженцов [2]
- Микола Крамаренко [2]
- Іван Кухта[3]
- Євлампій Тищенко [3]
- Георгій Борзенков
- Петро Борзенков
- Борис Бордюг
- Сергій Велецький
- Сергій Женжурист
- Лейзер Геллерштрейн
- Павло Стецюренко
- Андрій Троян
- Вацлав-Йожеф Тусський

## Переформатування та подальша доля

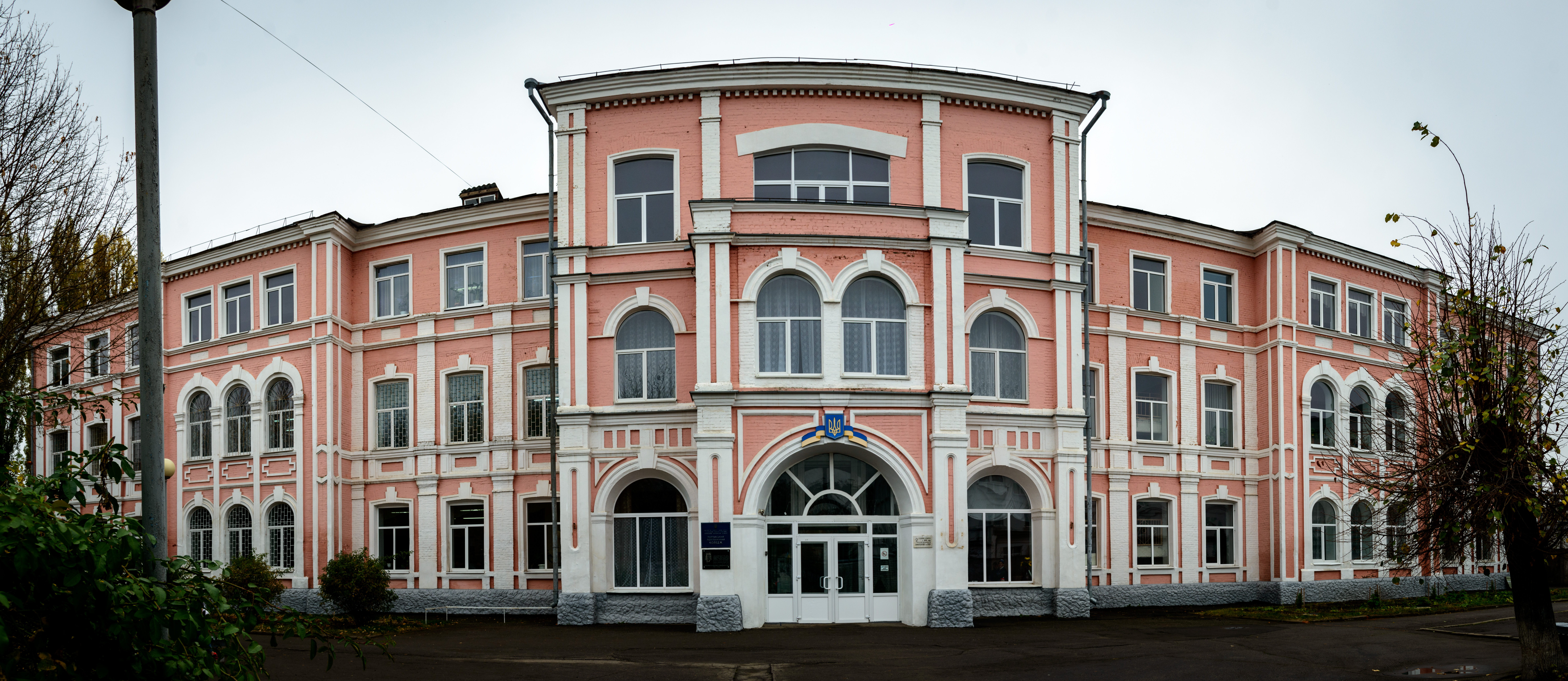
Приміщення колишнього училища, тепер — корпус Полтавського політехнічного коледжу
2018

На початку 1920-х років — училище переформатували в Індустріально-технічну професійну школу, відділивши агрономічний відділ в окремий навчальний заклад.
Під час Другої світової війни — приміщення школи було частково зруйноване. До звільнення Полтави у 1943 році — в ньому знаходився один із військових штабів німецьких окупантів.
У 1944 році — в приміщенні школи відкрили Полтавський технікум цивільного будівництва. Навчання проводилося у три зміни.
У 1967 році — технікум цивільного будівництва реорганізували у електротехнічний технікум.
У 1977 році — приміщення реконструювали.
У 1991 році, в зв'язку із розширенням спеціальностей, — технікум реорганізували у Полтавський політехнічний коледж.
У 2005 році коледж, як окремий підрозділ, увійшов до складу Національного технічного університету «Харківський політехнічний інститут».